# عائذ بن ماعص
عائذ بن ماعص بن قيس بن خلدة الخزرجي الأنصاري صحابي جليل من قبيلة الخزرج من الأنصار شهد مع النبي محمد ﷺ غزوة بدر وغزوة أحد ويوم بئر معونة وقُتِل فيها شهيداً وقيل أنه شهد المشاهد كلها مع النبي صل الله عليه وسلم وقُتِل شهيداً في معركة اليمامة زمن أبي بكر الصديق، وهو أخو الصحابي معاذ بن ماعص.